# Miglieglia

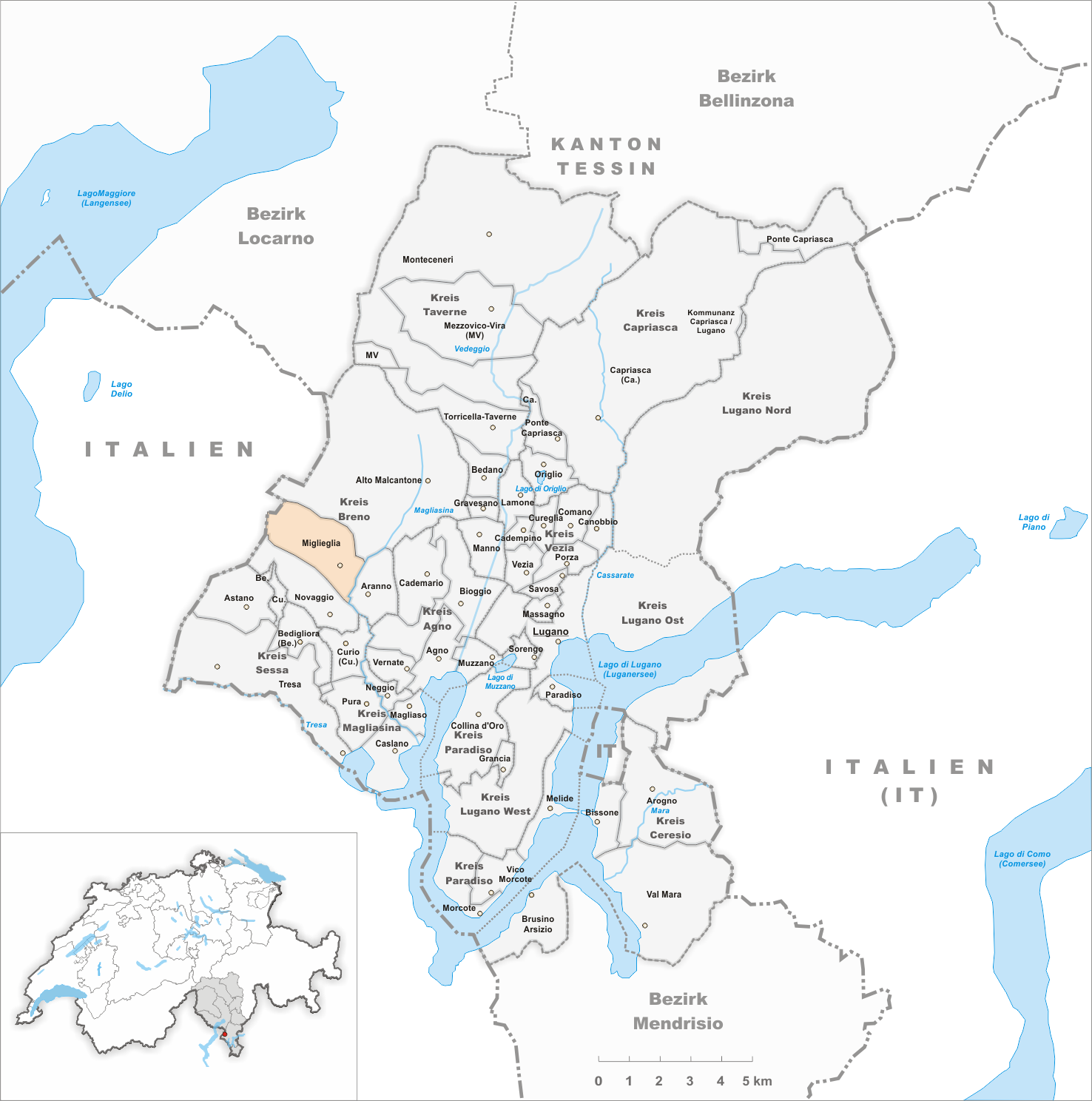
Gemeindestand bis zur Fusion am 6. April 2025

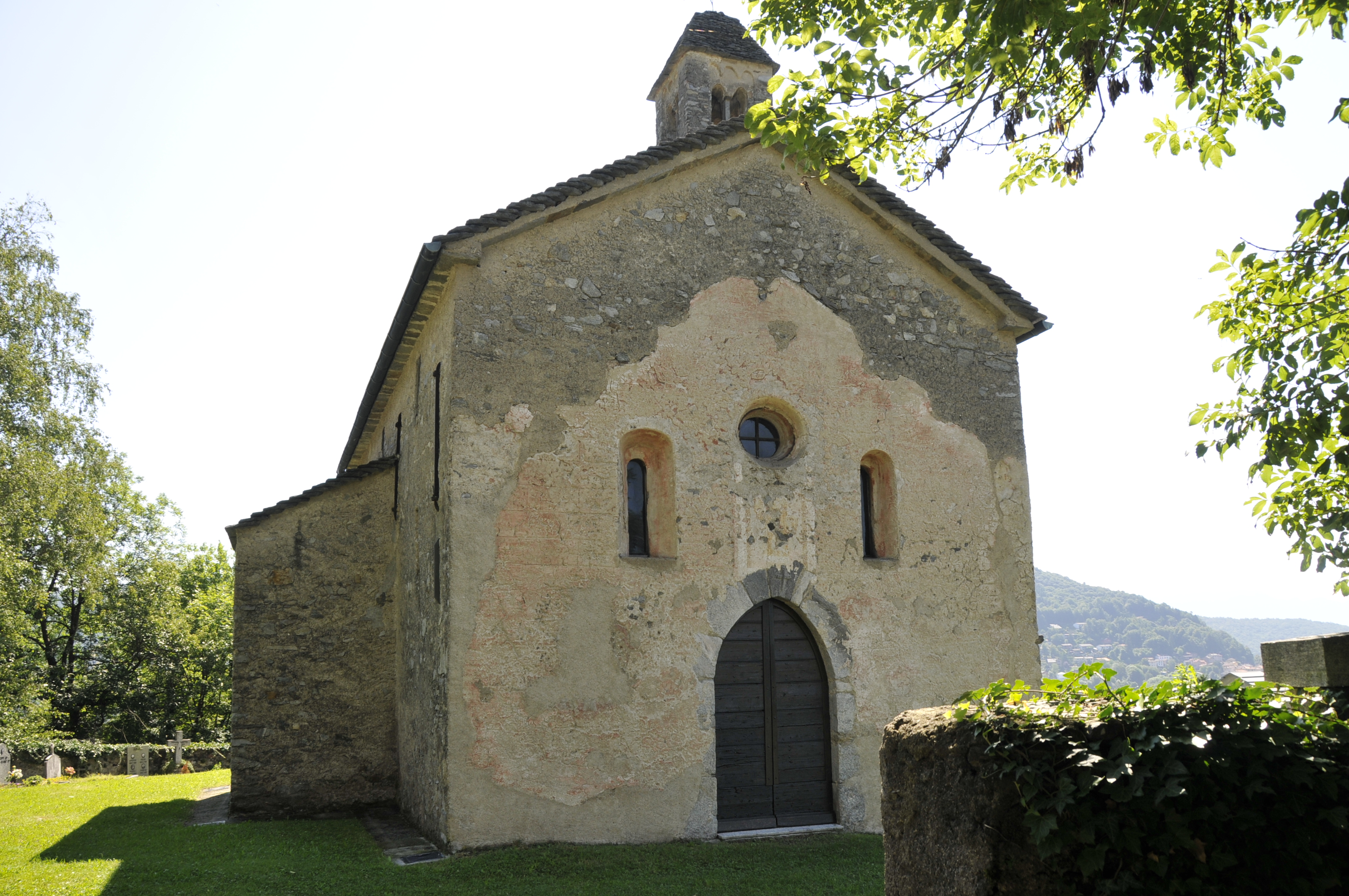
Kirche Santo Stefano al Colle

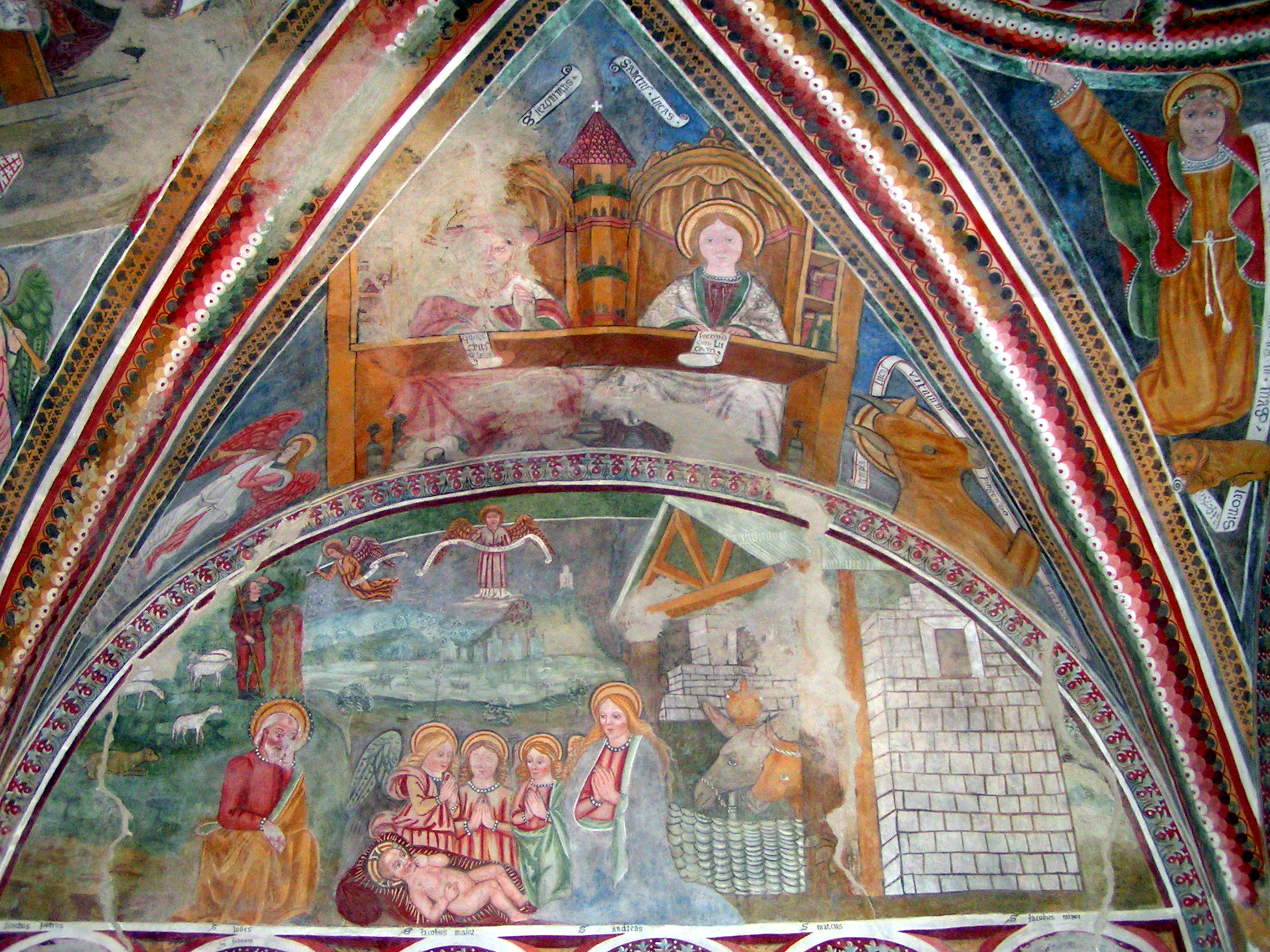
Kirche Santo Stefano al Colle: Fresken

Miglieglia. Historisches Luftbild von Werner Friedli (1948)

Miglieglia ist ein Dorf in der politischen Gemeinde Lema im Schweizer Kanton Tessin. Es liegt am Fusse des Monte Lema und bildete bis zum 6. April 2025 eine eigenständige Gemeinde.

## Geographie
Das von Wald umgebene Dorf Miglieglia liegt auf 717 m ü. M. oberhalb des Magliasina-Tals am Südosthang des Monte Lema, der mit einer Höhe von 1619 m ü. M. die höchste Erhebung der Gemeinde bildet. Die tiefste Stelle liegt im äussersten Südosten der Gemeinde auf 504 m ü. M. an der Mündung des Riale di Monte Pellegrino in die Magliasina.
Die Nachbargemeinden sind im Norden Alto Malcantone, im Osten Aranno, im Süden Novaggio und im Westen Curiglia con Monteviasco und Dumenza (IT-VA).

## Geschichte
Vermutlich schon in römischer Zeit besiedelt, wird das Dorf 1214 als Mullielia erstmals erwähnt.
Das Dorf Tortoglio (1335 Tortolio) wird als Gemeinde erwähnt. Es bezahlte seine Zehnten dem Kloster Sankt Abbondio von Como und 1431 der Pfarrkirche San Lorenzo von Breno. Nach der Sage soll seine Bevölkerung durch die Pest dahingerafft worden sein, nachher wurde das Dorf vor 1445 verlassen; ein Teil der Bevölkerung begab sich im 16. Jahrhundert nach Miglieglia. Ein langer Streit zwischen Miglieglia und Breno über die Gerichtsbarkeit und den Besitz von Grundstücken von Tortoglio kam erst 1890 zum Abschluss. Im Jahr 1818 fand man dort eine Goldmünze von Kaiser Nero und andere Gegenstände der Römerzeit. Die Gemeinde sollte in der ersten Hälfte des 15. Jahrhunderts dem Herzog von Mailand 12 Soldaten sowie Kriegsmaterial stellen.
Am 26. November 2023 wurde in einer konsultativen Volksabstimmung der Vorschlag angenommen, mit den Nachbargemeinden Astano, Curio, Bedigliora und Novaggio zur neuen Gemeinde Lema zu fusionieren und damit die 20 Jahre zuvor abgelehnte Idee wieder aufzugreifen. Die Fusion wurde am 6. April 2025 vollzogen.
Miglieglia bildet nach wie vor eine eigenständige Bürgergemeinde.

## Bevölkerung
Einwohnerzahlen: Volkszählungsdaten

## Sehenswürdigkeiten
- Die ehemalige Pfarrkirche Santo Stefano stammt wahrscheinlich aus dem 13. Jahrhundert. Sie ist die älteste der Gegend und besitzt Fresken von 1511 und einen bemerkenswerten hölzernen Hauptaltar aus dem 16. Jahrhundert[6][7][8]
- Beinhaus[7]
- Pfarrkirche Santo Stefano[7] mit Tabernakel[7]
- Betkapelle im Ortsteil Tortoglio[7]
- Burgruinen[7][9]
- Monte Lema Gipfelkreuz: Auf Initiative des Priesters Ferdinando Andina des katholischen Komitees Unione Popolare Cattolica Malcantonese wurde anlässlich der Feier zum 1900sten Jahrestag der Auferstehung Christi auf dem Berg am 10. August 1934 ein Gipfelkreuz errichtet. Seitdem ist das Kreuz das Symbol des Malcantone, ein Zeichen des Glaubens und der Zugehörigkeit zu dieser Region. Im Jahr 2000 wurde das ursprüngliche Kreuz durch eine Neukonstruktion aus Edelstahl von gleicher Grösse und Form ersetzt.[10]

## Infrastruktur
- Seilbahn auf den Monte Lema seit 13. Juli 1952
- Gipfelrestaurant mit Aussichtsterrasse und Hotelbetrieb

## Sport
- Ausflug La traversta Tamaro – Monte Lema[11]

## Persönlichkeiten
- Angelo Tamburini (* 12. Januar 1867 in Miglieglia; † 9. August 1942 in Novaggio), Sohn des Luigi, Lehrer, Autor und Publizist[12][13]
- Isidoro Fonti (* 28. Dezember 1846 in Miglieglia; † 5. Juni 1911 in Locarno), Erzpriester von Locarno, Gründer der Institute Santa Caterina und Sant’Eugenio (für Taubstumme) in Locarno[14][15]
- Ovidio Fonti (* 18. September 1878 in Miglieglia; † 5. April 1944 in Mendrisio), Kunstmaler, Restaurator und Dozent, Ritter der italienischen Krone[16][17][18]
- Lauro Degiorgi (* 19. September 1941 in Lugano), (Herkunftsort Miglieglia), Mathematiker (Universität Freiburg (Schweiz)), Pädagoge der Universität Parma, Sekundarlehrer in Lugano,[19] Präsident der Società Demopedeutica, Präsident der Cantori di Pregassona[20]
- Marco Marcozzi (* 9. November 1965), Forstingenieur der ETHZ und Politiker (PS), Gemeindepräsident von Miglieglia[21]